# Adalton Fernandes Lopes
Adalton Fernandes Lopes (Niterói, 12 de outubro de 1938 – Niterói, 2005 ou 2006) foi um dos mais conhecidos e importantes ceramistas autodidatas fluminenses de sua época.

## Biografia
Adailton nasceu e viveu até o final da vida na comunidade do Maruí, no bairro do Barreto, na cidade de Niterói. Desde os 12 anos de idade dedica-se a modelar a argila nas horas vagas. Na década de 1960 Adalton se aposenta e passou a ocupar todo seu tempo com a cerâmica. Adalton trabalhou com extenso e variado leque temático: da arte erótica à vida de Cristo, passando por vendedores ambulantes, cenas de namoro, casamento e parto. Obcecado pelo desejo de dar vida a seus personagens, criou engenhocas imensas, onde centenas de figuras articuladas movimentam-se animadamente. Seus bonecos são inconfundíveis e apresentam uma visão especial da vida urbana.
Através de jornais e revistas Adalton Lopes teve contato e começou a se inspirar nas obras feitas pelo artista pernambucano Mestre Vitalino; improvisou no quintal da casa dos seus sogros um ateliê, onde residia na época, um lugar para desenvolver seu trabalho artístico, afastado do ambiente comum à família.
Durante sua vida Adalton exerceu várias profissões, como pescador, soldado da Polícia Militar, motorista e trabalhou na Companhia Costeira do Ministério dos Transportes. Entretanto, sempre alimentou o desejo de dedicar-se inteiramente à modelagem do barro, que já fazia desde criança, por brincadeira e, depois de adulto, por prazer, nas horas vagas.
Em 1975, Paulo Afonso Grisolli cria o Instituto Estadual do Patrimônio Cultural do Rio de Janeiro e, através de seu Departamento de Folclore dirigido por Cáscia Frade, passou a fazer com sua equipe um trabalho de busca e procura de expressões culturais locais; foi neste contexto que a professora de arte popular e artesanato Amélia Zaluar conheceu o Adalton Fernandes Lopes e organizou as suas
primeiras exposições no Rio de Janeiro; Numa destas exposições Adalton conheceu quem viria a ser o seu maior colecionador e divulgador de sua obra: o francês naturalizado brasileiro Jacques van de Beuque, fundador do Museu do Pontal.
Em 2001, participou da mostra Un art populaire, em Paris, promovida pela Fondation Cartier, que adquiriu para seu acervo o trabalho exposto. Adalton fez muitos trabalhos enfocando a dinâmica do movimento. Espetáculos circenses, extração de ouro no garimpo da Serra Pelada, foliões brincando o carnaval no estribo do bonde, homens fantasiados cantando e sambando, banda de música e outras cenas desta natureza.
O Museu do Pontal, na cidade do Rio de Janeiro possui o maior conjunto de obras de Adalton Fernandes Lopes em exposição num museu, onde se destacam as obras Desfile das Escolas de Samba e O Circo.